# Iridovirus
Genre
Espèces de rang inférieur
- Iridovirus armadillidium1 (IIV-31)
- Iridovirus chilo1 (IIV-6)

Iridovirus  (LCDV pour lymphocystis disease virus) est un genre de virus géants de la famille des Iridoviridae qui infectent des arthropodes.

## Hôtes
- Iridovirus armadillidium1 infecte des isopodes provoquant une infection caractérisée par une iridescence bleue à bleu-violet et réduisant leur durée de vie.

- Iridovirus chilo1 admet pour hôte des moustiques et provoque généralement une infection inapparente mais réduisant leur valeur adaptative[1],[2].

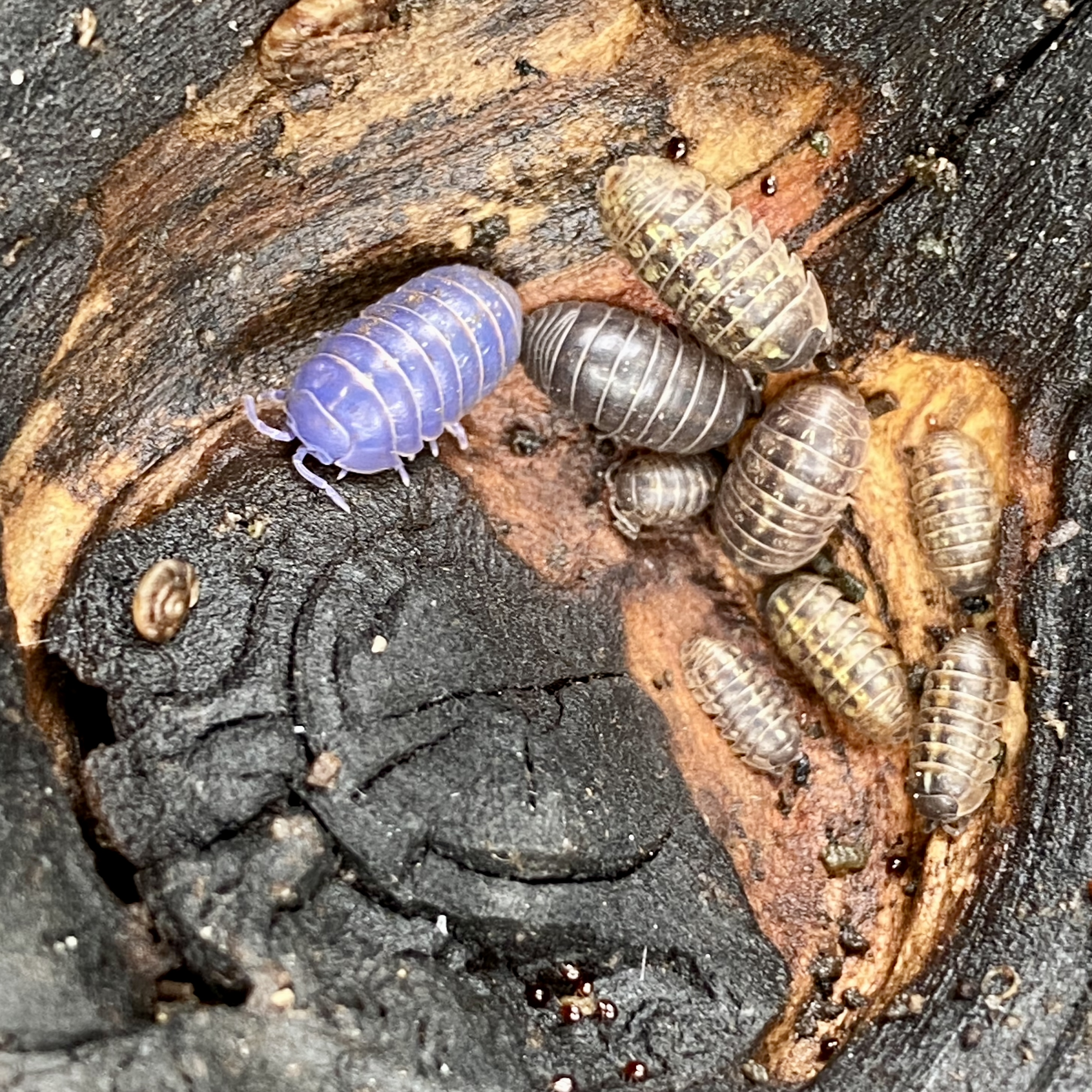
Groupe de cloportes communs ; celui de gauche est infecté par I. armadillidum1.

## Structure
Les Iridovirus sont des virus enveloppés, de géométries icosaédriques et polyédriques avec une symétrie T = 147. Leur diamètre est d'environ 185 nm. 

### Génome
Le génome des Iridovirus est linéaire, d'une longueur d'environ 213 kpb codant 211 protéines,.
| Genre      | Structure   | Symétrie | Génome   | Segmentation |
| ---------- | ----------- | -------- | -------- | ------------ |
| Iridovirus | polyédrique | T=147    | linéaire | monobloc     |

## Cycle de vie
La réplication virale est nucléocytoplasmique. L'entrée dans la cellule hôte s'effectue par fixation des protéines virales aux récepteurs de l'hôte, ce qui permet l'endocytose. La réplication suit le modèle de déplacement des brins d'ADN. La transcription s'effectue sur matrice d'ADN. Les Arthropodes sont leurs hôtes naturels.
| Genre      | Hôte        | Tropisme tissulaire | Entrée                             | Libération            | Réplication | Assemblage | Transmission |
| ---------- | ----------- | ------------------- | ---------------------------------- | --------------------- | ----------- | ---------- | ------------ |
| Iridovirus | Arthropodes | sans                | endocytose du récepteur cellulaire | lyse & bourgeonnement | noyau       | cytoplasme | contact      |